# إرفين زيلاسني
إرفين زيلاسني (بالفرنسية: Erwin Zelazny)‏ هو لاعب كرة قدم فرنسي في مركز حراسة المرمى، ولد في 22 سبتمبر 1991 في غراند سينث في فرنسا. لعب مع ستاد ماليرب كان ونادي روديز ونادي نانت.

## وصلات خارجية
- إرفين زيلاسني على موقع قاعدة بيانات كرة القدم.إي يو (الإنجليزية)
- إرفين زيلاسني على موقع Soccerway.com (الإنجليزية)
- إرفين زيلاسني على موقع AS.com (الإسبانية)